# ГЕС Хун-1
ГЕС Хонг 1 (洪一水电站) — гідроелектростанція у центральній частині Китаю в провінції Сичуань. Знаходячись між ГЕС Jiǔlónghóngbà та ГЕС Dàjīnpíng, становить нижній ступінь однієї з гілок каскаду у сточищі річки Sōnglín, правої притоки Дадухе, котра в свою чергу впадає праворуч до Міньцзян (великий лівий доплив Янцзи).
Станція діє у складі трьохступеневого каскаду, створеного на лівому витоку Sōnglín річці Hóngbà. Відпрацьована ГЕС Jiǔlónghóngbà вода, а також захоплений із Hóngbà додатковий ресурс подаються до прокладеного через лівобережний гірський  масив дериваційного тунелю довжиною понад 3 км. Далі по напірному водоводу ресурс надходить до наземного машинного залу, де встановлене генераторне обладнання потужністю 80 МВт.